# Martin Schwalba
Martin Schwalba (* 3. Februar 1935 in Falkenau; † 21. April 2012 in Dessau-Roßlau) war ein deutscher Politiker (FDP). Er war von 1990 bis 1994 Mitglied im Landtag Sachsen-Anhalt.

## Ausbildung und Leben
Martin Schwalba absolvierte von 1949 bis 1952 eine Landwirtschaftslehre, legte 1955 das Abitur ab und besuchte die ABF Rostock. 1955 bis 1960 studierte er Chemie in Leipzig. Dort arbeitete er von 1960 bis 1964 als wissenschaftlicher Assistent und promovierte am Institut für Organische Chemie.
Nach dem Studium arbeitete er im CKB Bitterfeld als Laborleiter, Abschnittsleiter und Abteilungsleiter.
Martin Schwalba war evangelisch, verheiratet und hatte zwei Kinder.

## Politik
Martin Schwalba war bis zur Wende parteilos und trat im Februar 1990 der FDP Sachsen-Anhalt bei. Bei den Kommunalwahlen im Mai 1990 wurde er in die Stadtverordnetenversammlung Dessau gewählt, wo er in den Ausschüssen für Wirtschaft, Umweltschutz und Recht tätig war. Er wurde bei der ersten Landtagswahl in Sachsen-Anhalt 1990 über die Landesliste in den Landtag gewählt. 